# Wesele (film 2004)
Wesele – polski komediodramat filmowy z 2004 roku w reżyserii Wojciecha Smarzowskiego. 
Film przedstawia tytułowe wesele córki małomiasteczkowego badylarza, które niezwykły zbieg wypadków zmienia w katastrofę. Wesele stanowi satyrę na polską mentalność, a także ukazuje szereg ludzkich wad i przywar, z chciwością na czele.

## Fabuła
Akcja filmu rozgrywa się w województwie podkarpackim, najprawdopodobniej w gminie Jedlicze, gdyż w dialogach pada informacja, iż o 15 km od domu weselnego oddalona jest wieś Piotrówka. Pojawia się w nich również nazwa Bajdy – miejscowości zlokalizowanej przy granicy z gminą Jedlicze.
Wiesław Wojnar, miejscowy ogrodnik, wydaje za mąż córkę, Kasię. Studentka wychodzi za Janusza, chłopaka z tej samej wsi, choć jak się okazuje, dziewczyna w czasach szkolnych nie zwróciła na niego uwagi. Film rozpoczyna się sceną ceremonii ślubu młodej pary. Dla gospodarza najważniejsze jest to, aby wesele wypadło w oczach gości okazale przy jednocześnie jak najmniejszych kosztach. Organizując wesele, Wojnar chce podkreślić swoją pozycję i umocnić swój prestiż. W tym celu wynajmuje salę w remizie OSP. Od początku wypadki toczą się w nieoczekiwanym kierunku. Ku przerażeniu Wojnara, uroczystość nie przebiega tak, jak to zaplanował – jako organizator w trakcie wesela raz po raz zmuszony jest wydawać pieniądze w związku z koniecznością opłacania należności i żądań różnych osób (m.in. członkowie orkiestry weselnej nie zamierzają grać bez zapłaty).
Największy problem i przyczyna zbiegu wypadków wiąże się z prezentem ślubnym dla zięcia. Pierwotnie Wojnar zamówił za pośrednictwem szwagra miejscowego księdza luksusowe auto, sprowadzone z Niemiec. Nieoczekiwanie nie zjawia się sam szwagier – Waldek z Wałbrzycha, lecz wysłany przez niego w zastępstwie kolega, który dostarcza zamówiony pojazd – auto sportowe Audi TT, którym para młoda po weselu miała pojechać w podróż poślubną na Chorwację. Dostawca samochodu okazuje się gangsterem. Część należności za auto inkasuje w formie gotówki, a potem domaga się dokumentu formalnego przekazania dwóch hektarów ziemi położonej przy głównej drodze, co zostało uprzednio ustalone jako zapłata za sprowadzenie pojazdu. Jednakże uprawniona do tego osoba, nestor rodziny (ojciec Wojnarowej i dziadek Kasi), nie chce oddać umówionej ziemi. Podpisanie aktu zrzeczenia się przez niego własności ziemskiej faktycznie nie dochodzi do skutku, gdyż Wincenty Mróz umiera nagle w toalecie w momencie przekonywania go, żeby zrezygnował z areału. Jego śmierć rejestruje kamerą Mateusz, który zajmuje się filmowaniem uroczystości i – jak się dodatkowo okazuje – jest byłym ukochanym Kasi.
Następnie akcja filmu konsekwentnie zmierza ku końcowej katastrofie. Z pomocą notariusza Jana Janochy, Wojnar dokonuje fałszerstwa aktu zrzeczenia się ziemi, po czym dzięki informacji udzielonej mu przez znajomych policjantów dowiaduje się, że zakupione auto zostało wcześniej skradzione w Hamburgu. Pomimo narastających przeszkód i niepowodzeń gospodarz wciąż stara się ratować twarz i doprowadzić wesele do końca. Za wszelką cenę próbuje uniknąć wstydu dla rodziny i nie żałuje przy tym pieniędzy na wszelkie dodatkowe wydatki. Jednak w końcu traci wszystko – żona, przyłapawszy go na zdradzie, odchodzi oznajmiając mu, że kocha innego mężczyznę, Mundka, który jest jego znajomym. Gospodarza zostawia także córka – zorientowawszy się, że Janusz nie poślubił jej z miłości, a jedynie po to, by otrzymać nowy samochód. Jak się okazuje, Kasia jest w ciąży z innym mężczyzną, a Janusz zgodził się na małżeństwo z nią, przekonany przez Wojnara obietnicą sprezentowania mu luksusowego auta. W przypływie złości Kasia niszczy sprezentowany pojazd, a następnie ucieka z Mateuszem. Wojnar zostaje okaleczony przez gangstera (ten odstrzeliwuje mu palec u dłoni) i okradziony ze wszystkich zaoszczędzonych pieniędzy. Po burzliwej nocy pojawia się rano pijany na sali, ogłasza koniec wesela i wulgarnie wyprasza gości, po czym wszyscy odjeżdżają.

## Obsada
- Marian Dziędziel – Wiesław Wojnar, ojciec Kasi
- Iwona Bielska – Eluśka Wojnarowa z domu Mróz, matka Kasi
- Tamara Arciuch – Kasia Wojnarówna, panna młoda
- Bartłomiej Topa – Janusz, pan młody
- Maciej Stuhr – kamerzysta Mateusz
- Wojciech Skibiński – Wincenty Mróz, ojciec Eluśki, dziadek Kasi
- Paweł Wilczak – kolega Waldka, gangster, dostawca samochodu
- Andrzej Zaborski – ksiądz Adam
- Lech Dyblik – wujek Edek Wąs
- Jerzy Rogalski – wujek Mundek
- Agnieszka Matysiak – ciotka Hela
- Tomasz Sapryk – sierżant Styś
- Andrzej Mastalerz – posterunkowy Trybus
- Arkadiusz Jakubik – notariusz Jan Janocha
- Elżbieta Jarosik – gospodyni
- Iwona Wszołkówna – Januszewska, starsza druhna
- Paweł Gędłek – Ciapara, starszy drużba
- Tymon Tymański – Tymon, szef orkiestry weselnej
- Jacek Lachowicz – klawiszowiec
- Jacek Majewski – perkusista
- Kornel Popławski – kontrabasista
- Robert Wabich – chrzestny
- Jarosław Gruda – wujek Rysiek
- Agata Piotrowska-Mastalerz – druhna
- Małgorzata Ścisłowicz – druhna
- Krystyna Rutkowska-Ulewicz – Lisowska
- Zbigniew Paterak – Stasiuk
- Witold Wieliński – Gruby
- Michał Chilicki – uczestnik wesela

## Produkcja

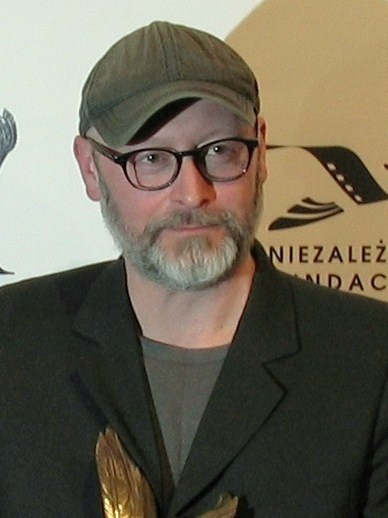
Wojciech Smarzowski, reżyser filmu, w roku 2012

Po sukcesie Kuracji, spektaklu Teatru Telewizji według książki Jacka Głębskiego, Smarzowski miał w planach realizację Domu złego. Ponieważ jednak nie znalazł nań inwestorów, musiał napisać scenariusz poświęcony innemu zjawisku. Jak twierdził po latach: „Zastanawiałem się, co mnie najbardziej wkurza, i pomyślałem: «Chyba to, że światem rządzi pieniądz»”. W ten sposób wpadł na pomysł nakręcenia Wesela, swego pełnometrażowego debiutu fabularnego. Do tego projektu decydenci się przychylili, ponieważ superprodukcje realizowane przez weteranów kina na początku XXI wieku były nieudane i wielce kosztowne, a jak sam to opisywał Smarzowski: „z tą swoją zbliżającą się czterdziechą i nagrodami za Kurację byłem całkiem okay”.
Film został nakręcony w dniach od 18 czerwca do 29 lipca 2003 roku. Za plenery posłużyły mazowieckie miejscowości Pieczyska, Gościeńczyce i Grójec, a także okolice Komańczy i Rzepedzi na Podkarpaciu. Producentami filmu byli Anna Iwaszkiewicz, Dariusz Pietrykowski oraz Bartłomiej Topa (odtwórca roli pana młodego), a wsparcia projektowi udzielili również Andrzej Serdiukow z Telewizji Polskiej – Agencji Filmowej, Kazimierz Sioma z Agencji Produkcji Filmowej oraz Włodzimierz Niderhaus z Wytwórni Filmów Dokumentalnych i Fabularnych. Operatorem zdjęć był Andrzej Szulkowski, scenografię wykonała Barbara Ostapowicz, kostiumy dla aktorów zaprojektowała Magdalena Maciejewska, natomiast muzykę do filmu napisał Tymon Tymański, który jednocześnie wcielił się w epizodyczną rolę szefa orkiestry weselnej. Film zmontował Paweł Laskowski.

## Odbiór
Premiera filmu odbyła się 15 października 2004 roku. Do 2014 roku Wesele obejrzało w kinach 196 tysięcy widzów.
Tadeusz Lubelski pisał, iż Wesele jako „obraz współczesnego chłopskiego wesela w podkarpackiej wiosce [...] ma siłę pamfletowego oskarżenia, obarczony jest też jednak pamfletową płaskością wizerunku”.

## Nagrody
Film zdobył wiele prestiżowych nagród w kraju i za granicą. Do najważniejszych nagród krajowych należą:
- 3 nagrody na festiwalu w Gdyni: Najlepszy Aktor – Marian Dziędziel (ex aequo z Krzysztofem Globiszem za Długi weekend), Nagroda Krytyków i Specjalna Nagroda Jury
- 7 Orłów: Najlepszy Film, Najlepsza Reżyseria, Najlepszy Aktor – Marian Dziędziel, Najlepszy Scenariusz, Najlepsza Aktorka Drugoplanowa – Iwona Bielska, Najlepsza Muzyka – Tymon Tymański, Nagroda Publiczności dla Najlepszego Aktora – Marian Dziędziel
- Nagroda na Warszawskim Festiwalu Filmowym za scenariusz

Do najważniejszych nagród zagranicznych należą:
- Specjalna Wzmianka – Nagroda „East of West” na festiwalu w Karlowych Warach
- Nagroda jury młodzieżowego na festiwalu w Locarno